# ヴェムディング
ヴェムディング (ドイツ語: Wemding) はドイツ連邦共和国バイエルン州シュヴァーベン行政管区のドナウ＝リース郡に属す市で、ヴェムディング行政共同体の本部所在地である。
この街は隕石の衝突により形成されたリース・クレーターの周縁部に位置している。

## 地理

### 周辺都市
- ネルトリンゲン
- ドナウヴェルト
- エッティンゲン
- グンツェンハウゼン
- ハールブルク (シュヴァーベン)
- モンハイム
- トロイヒトリンゲン
- ヴァイセンブルク・イン・バイエルン

### 市区
本市は、公式には5つの地区 (Ort) からなる。このうち小集落や孤立農場などを除く集落を以下に列記する。
- アーメルバッハ
- ヴェムディング

## 歴史

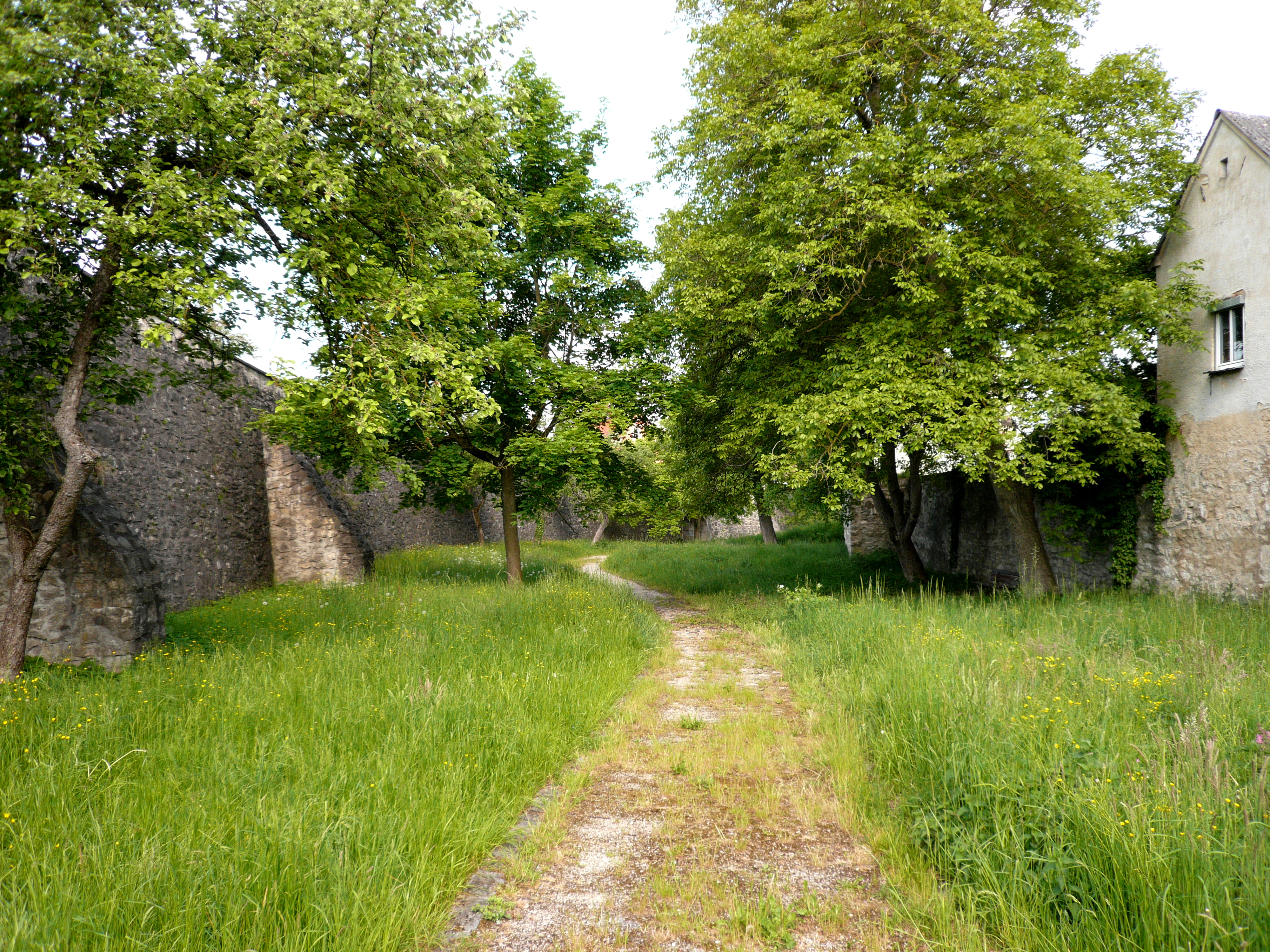
ヴェムディングの市壁

ヴェムディングは793年にゴスハイム（原典の表記は Kaozeshaim。現在はフイスハイムの一部）のヘルモイン伯の贈与証明書に "Uembodinga" として初めて記録されている。この人物はカール大帝の特権を得て、ゴスハイム周辺の所領 (9.35 km2) をフライジング司教に寄贈したのである。当時ヴェムディングは4つの農場からなっていた。マイアースホーフ、カッツェンザッテルスホーフ、ザントビッヒェルスホーフ、ゼーガルテンホーフである。「（前略）そして、森も Wembodinga に属し、建築用木材やみんなが必要する薪の権利はこの地の教会の責任者が有した（後略）」
789年に王カールはヴェムディングをレーゲンスブルクの聖エンメラム修道院に寄進し、その後500年にわたってその所領に留まった。修道院と司教がレーエン領主として機能し、レーエン受領者を使役できたことは重要である。宗教施設も世俗の統治権やそれに伴う権力と同様カール1世の教会との宥和政策の一環であった。このため王は数多くの教会、修道院、聖堂、館を建設し、カトリックを帝国の国教とした。
893年から935年までネルトリンゲンの貴族婦人ヴィンプルク (Winpurc) がヴェムディングをレーエンとした。当時ヴェムディングにはすでに200人ほどの人口があった。この街はローマ街道や塩街道沿いにあたり、交易路やその他の交通路が町を通っていたことが解っている。
1343年にエッティンゲン伯はこの街を都市に昇格させた。1467年にこの街はニーダーバイエルン公ルートヴィヒ9世の行在所となった。1503年にこの街は Wembodingen（アラマン語風の語尾）から現在の Wemding に改名した。
1669年から1672年までカプチン会修道院が改築された。1808年にこの都市は自治行政権を失ったが、1818年のバイエルンの行政改革に伴う市町村令によって再び自治体が成立した。1972年にアーメルバッハが合併した。

## 行政

### 市長
2008年の選挙でマルティン・ドレクスラーが当選した。彼は、1990年から2008年まで市長を務め2008年には立候補しなかったイュルゲン・フォン・シュトライトから職を引き継いだ。

### 市議会
市議会は20人の議員からなる。

### 紋章
ヴェムディング市の紋章は、2本の斜め帯で構成される角、5つのユリ、三日月で構成される。これはこの街の歴史を物語っている。赤い帯の角はアンドレアス十字（斜め十字）の半分であり、150年近くの間ヴェムディングの領主であったエッティンゲン家の紋章に由来する。5つのユリはニーダーアルザス伯の紋章に由来するものである。この地方のレーシュヴォーク地方裁判所と5つの町はエッティンゲン家が有していた。しかしエッティンゲン伯はヴェムディングの防衛施設拡充のための高額な費用を捻出するためにこの所領を売却せねばならなかった。三日月はモンハイム市に由来する。この街もエッティンゲン伯が負債軽減のために売却しなければならなかった所領である。

### 姉妹都市
- ダンバッハ＝ラ＝ヴィル（フランス、バ＝ラン県）

## 文化と見所

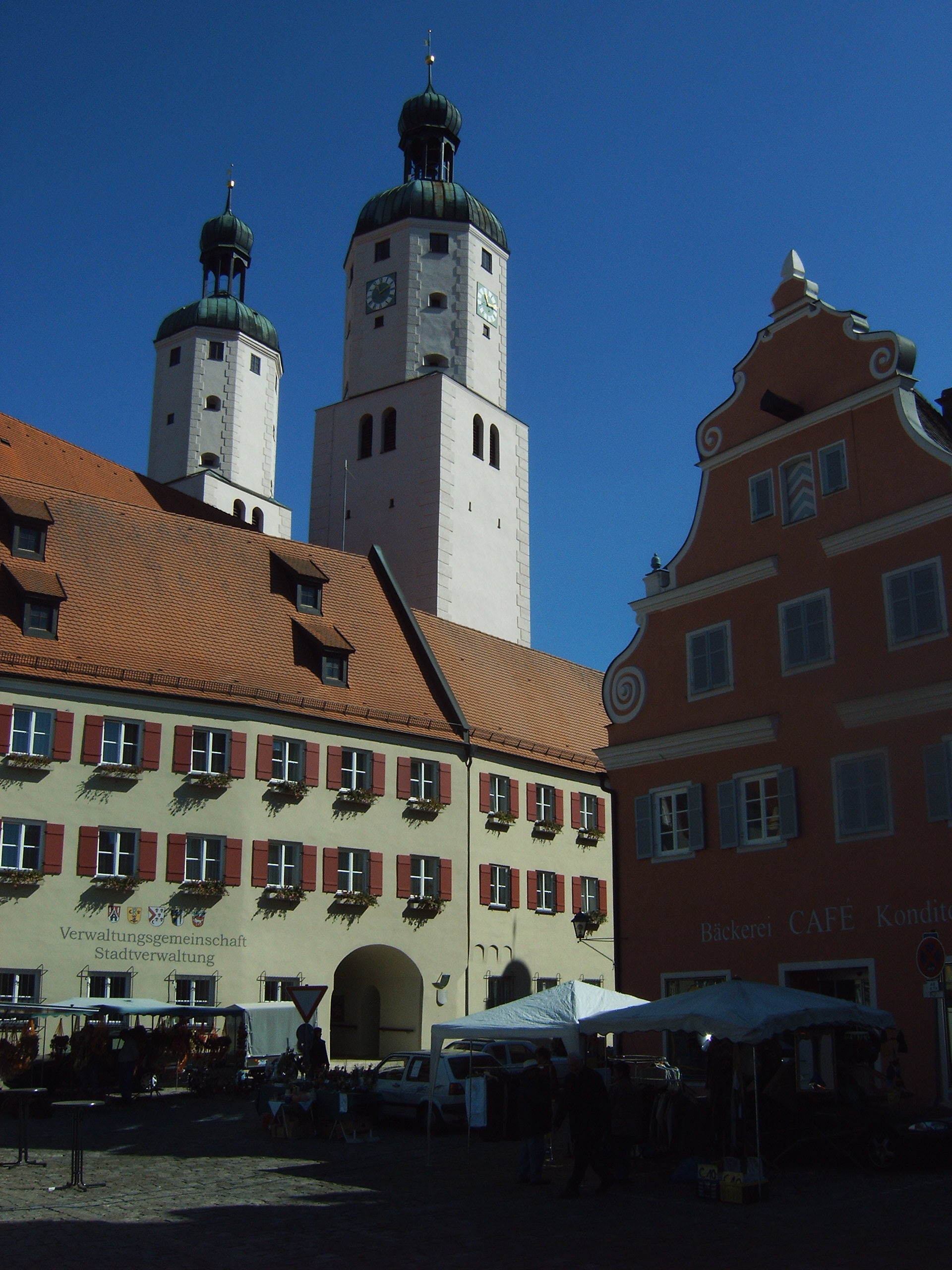
聖エンメラム教区教会

- マリアの泉巡礼教会: ドミニクス・ツィンマーマンとヨハン・バプチスト・ツィンマーマンによって1748年から1752年に設計・建造され、1781年に献堂された。1998年にバシリカ教会への小さな改造がなされ、1999年から2003年に改修された。
- 聖エンメラム教区教会はヴェムディング市の象徴的建造物である。擬宝珠型の屋根を戴く2つの塔は65mの高さがある。
- 植物学者レオンハルト・フックスの生家（フックスホイシェン）は、ヴェムディングのマルクト広場沿いに建っている。この建物は現在隣にある銀行の所有になっている。
- ヴェムディングの「時間のピラミッド」は、町の建設1200年祭の機会、1993年に切石で建造された。このモニュメントを構成する120個の切石はその一つ一つが10年の時間を象徴的に表現している。

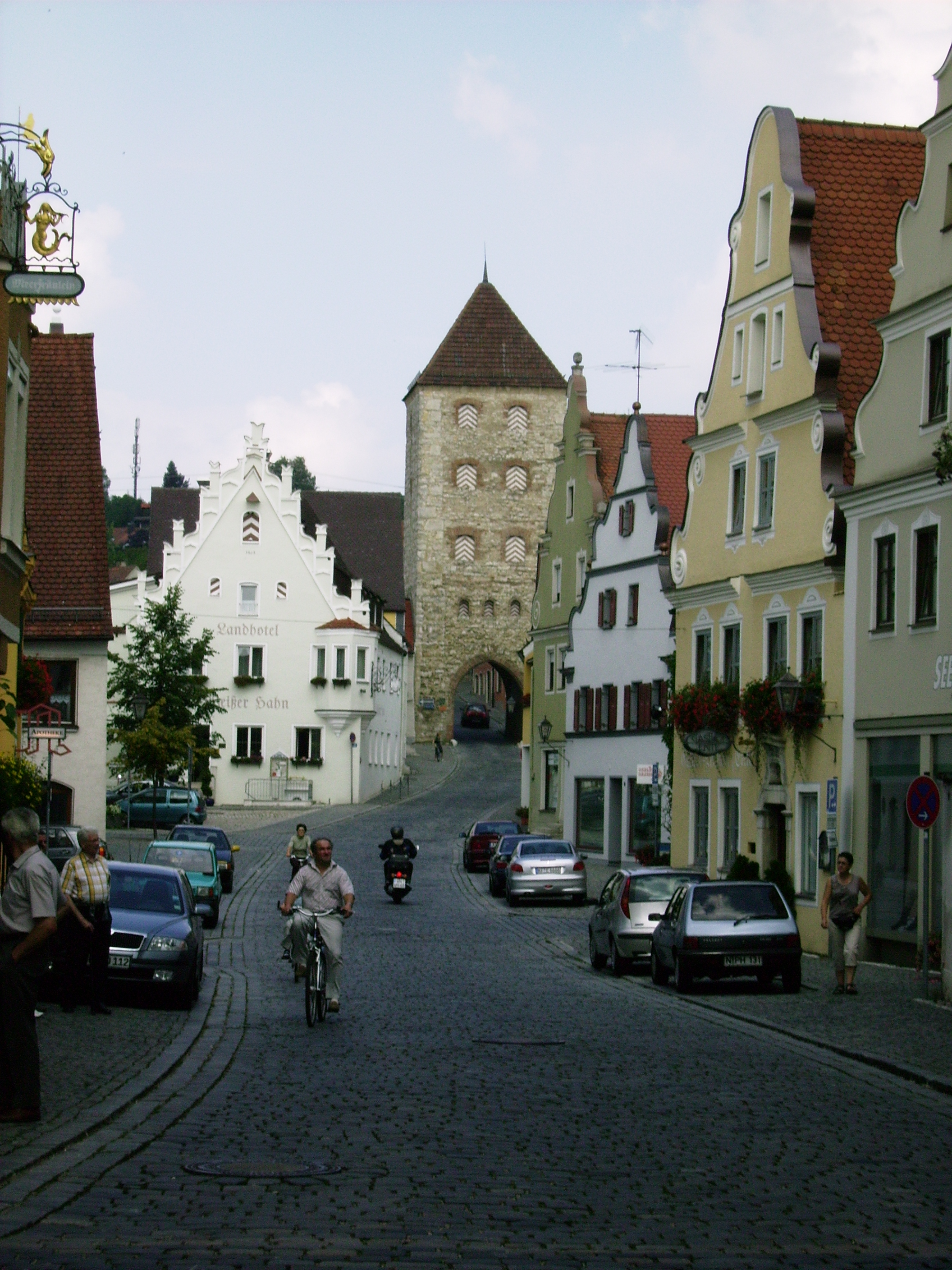
ヴェムディングの市門
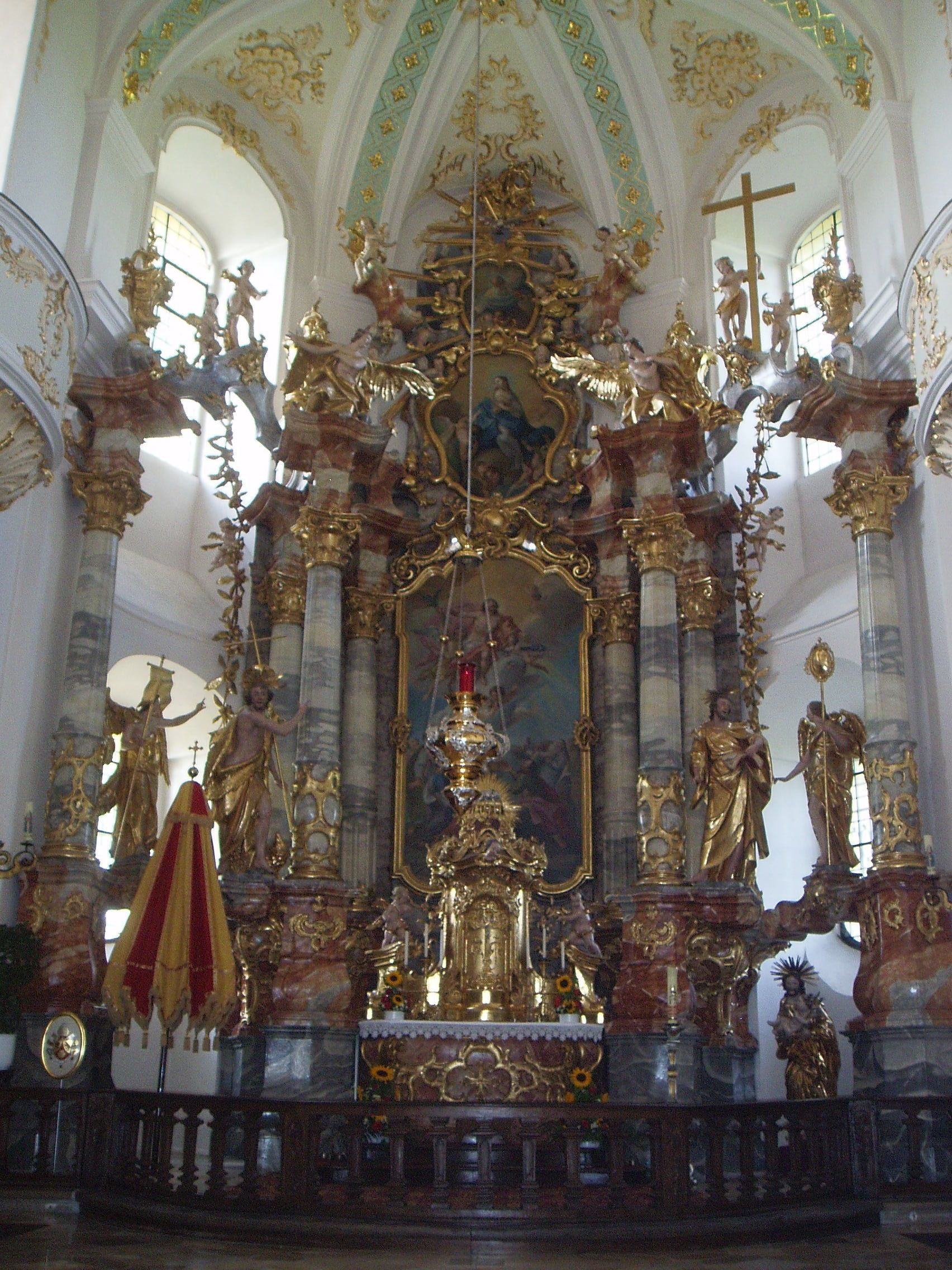
マリアの泉巡礼教会の内陣
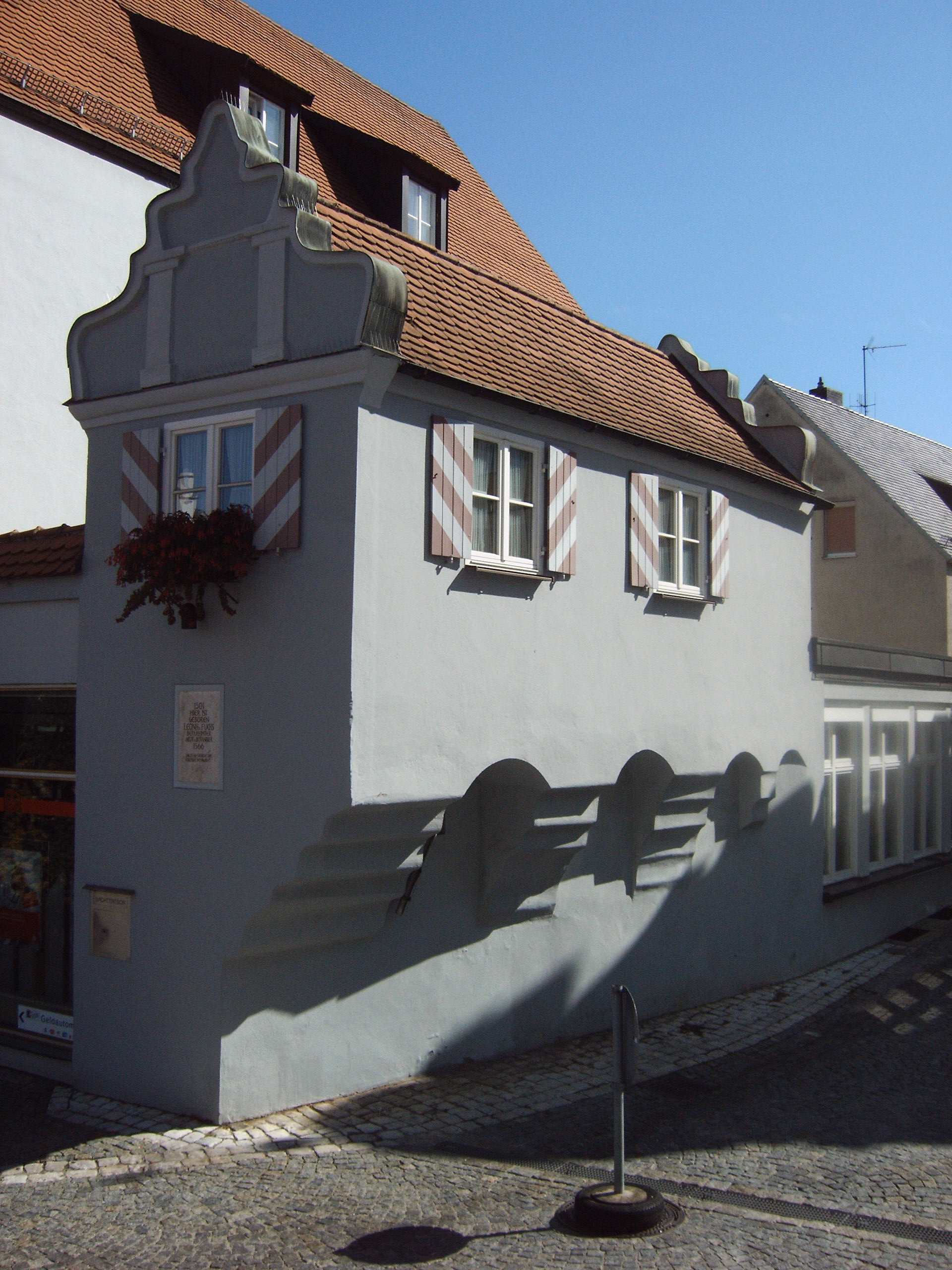
フックスの生家

### 博物館
- 市郷土博物館は、郷土史、昔の手工業、軍事、宗教芸術に関する情報提供を行っている。この博物館は「ハウス・デア・ガステス」と呼ばれる建物内にあり、日曜日の14:00 - 16:00に開館している。
- フォルター塔（拷問塔）には魔女狩りに関する資料がある。
- ドナウ＝リース美術館では様々な展覧会や行事が行われる。

## スポーツと余暇
- TSV1892ヴェムディングは、ヴェムディングで最も登録者数の多いクラブである。このクラブには、サッカー、バスケットボール、柔道など多くの種目がある。女子柔道チームは、女子柔道ブンデスリーガ1部に1シーズン所属した。

### 年中行事
- フクシアとキャベツの市（5月中旬）
- FRAUEN LAUFen für Frauen（女性のための女性レース）: 1999年から毎年母の日の前日に開催される女性を対象としたボランティアレース。収益は乳ガン撲滅の資金に使われる。
- ヴェムディングの桶屋踊り: ヴェムディングでは7年ごとに伝統的な桶屋踊りが開催される。桶屋踊りはヴェムディング市民らが参加して踊る。実施はヴェムディング桶屋踊り会が指導する。最近では2007年に実施された。
- ペスト行列: 20年に1度、ヴェムディングとアーメルバッハの住民は、ペストのロウソクを持ちエッティンゲンの聖ゼバスティアン教会へ巡礼の行列を行う。これにより20年に1度エッティンゲンへ巡礼するので、ペストをヴェムディングに流行させないで欲しいという中世の誓いを果たすのである。最近では1992年に行われた。
- 旧市街・マルクト広場祭（7月）
- クリスマス市（12月）
- マルクト広場の音楽会（5 - 8月の日曜日）

## 経済と社会資本

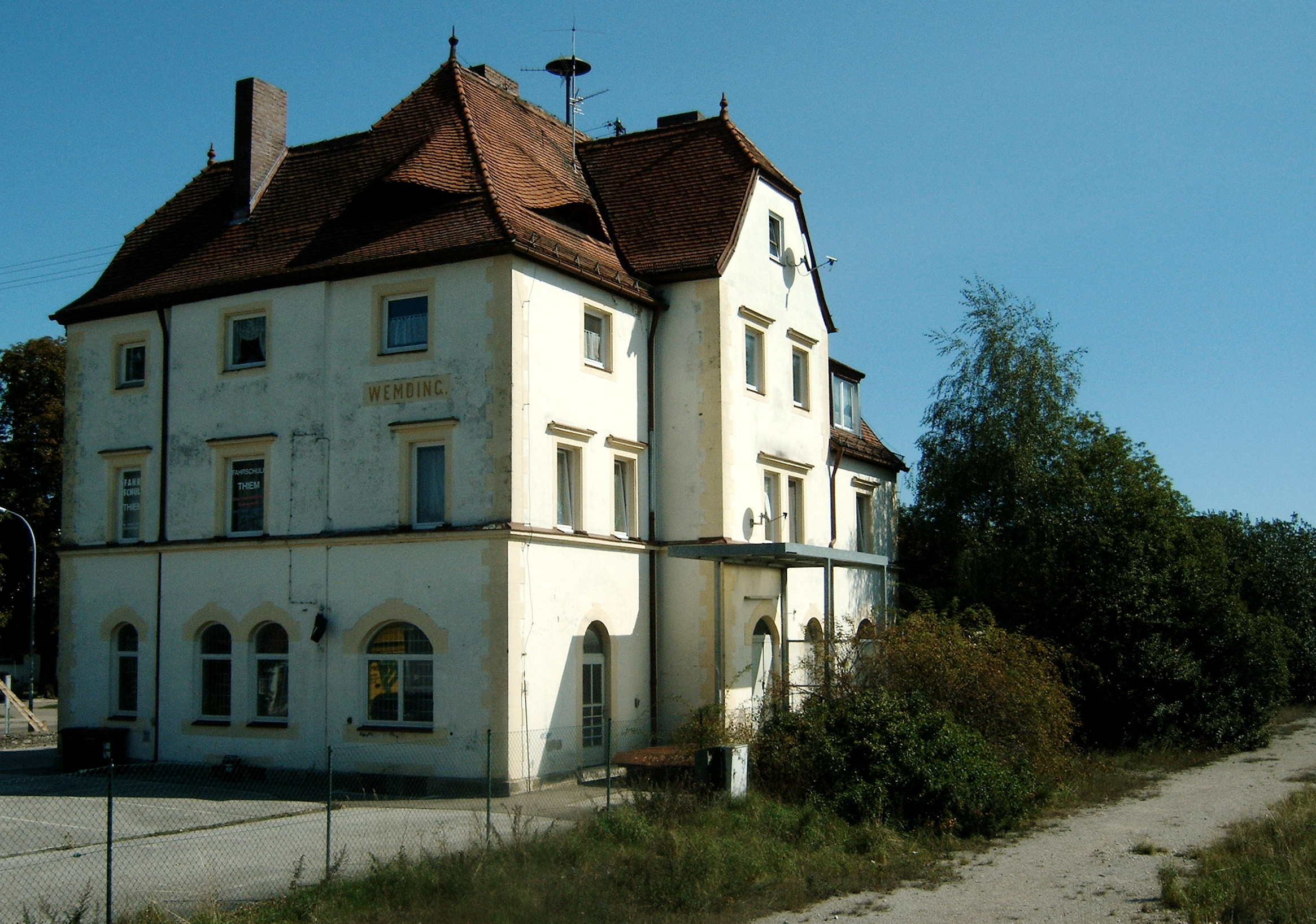
旧ヴェムディング駅舎

### 交通
鉄道 旧ネルトリンゲン - ヴェムディング線は1903年に開通し、1981年に旅客運行を停止した。月曜日から土曜日まではドナウ＝リース交通会社のバス路線が様々な方面へ運行している。

### 企業
フランスの自動車会社ヴァレオはヴェムディングに約1,200人の従業員が働く工場を有している。

## 人物
- レオンハルト・フックス（1501年 - 1566年）植物学者、医者。フクシアは後に彼にちなんで名付けられた。
- ファイト・アーメルバッハ（1503年頃 - 1557年）人文主義者。

## 引用
1. ↑  https://www.statistikdaten.bayern.de/genesis/online?operation=result&code=12411-003r&leerzeilen=false&language=de Genesis-Online-Datenbank des Bayerischen Landesamtes für Statistik Tabelle 12411-003r Fortschreibung des Bevölkerungsstandes: Gemeinden, Stichtag (Einwohnerzahlen auf Grundlage des Zensus 2011)
2. ↑  Bayerische Landesbibliothek Online
3. ↑  VALEO VSDC